# 褶丝藻属
褶丝藻属（学名：Kyrtuthrix）为伪枝藻科的一个属。本属的模式种为褶丝藻（Kyrtuthrix dalmatica）。

## 下级分类
本属包括以下物种：
- 褶丝藻 Kyrtuthrix dalmatica Ercegović, 1929
- 瓦图尔科褶丝藻 Kyrtuthrix huatulcensis León-Tejera et al. 2016
- 斑点褶丝藻 Kyrtuthrix maculans (Gomont, 1901) Umezaki, 1958
- 中华褶丝藻 Kyrtuthrix sinensis Chu et Wu, 1984